# サンダーガール
『サンダーガール』(Thunder Girl)は1994年の夏に発行されたビッグバン・コミックス(Big Bang Comics)#2に初登場の、クリス・エッカー(Chris Ecker)とシェルドン・モルドフ(Sheldon Moldoff)によって創造されたモリー・ウィルソン(Molly Wilson)を本名とするビッグバン・コミックスのスーパーヒロインであり、またDCコミックスのメアリ・マーヴル(Mary Marvel)のパスティーシュである。

## フィクショナル・キャラクター・バイオグラフィー
モリー・ウィルソンは、「アラカザム！」("Alakazam!")の呪文を大声で叫ぶことにより、サンダーガールへと変身する若き司書である。同じ叫びで通常状態に戻る。サンダーガールとなったモリーは、摩天楼を持ち上げて亜音速で飛行するパワーを持つ。時折、サンダーガールはモリーを第三者と見做すため、2つの異なる人格があると示唆される。 

### ザ・クリス-クロス・クライシス
クリス-クロス・クライシスの最中、サンダーガールは2世界の衝突の後ろで彼女の大敵である超知能猿 ハイQ.ビナナ博士(Dr. Hy Q. Binana)が糸を引いていたことを発見したが、クライシスの終焉後、サンダーガールはシルヴァー・エイジ(Silver Age)のアース-Aで捕らえられ、故郷であるゴールデン・エイジ(Golden Age)のアース-Bへの帰還が不可能となった。かくて彼女は、ラウンドテーブル・オブ・アメリカ(Roundtable of America)の一員としてアース-Aに留まった。

### モダン・エイジ
モダン・エイジ(Modern Age)では、モリーは衣装に改良を加え、自身を若く美しく保つために魔法を使用した。 彼女の言語能力はますます高まり、かつてのサイクロン(Cyclone)ことオーヴァードライヴ(Overdrive)とデートしていた。